# 都田徹
都田 徹（みやこだ とおる、1941年 - ）は株式会社景観設計・東京代表。ランドスケープアーキテクト。日本大学生物資源科学部講師やルイジアナ州立大学アートデザイン学部ランドスケープアーキテクチュア学科客員教授、ランドスケープアーキテクト資格制度総合管理委員会委員を歴任し、2007年にアメリカ合衆国ASLAフェローに、ソウル生まれ。大阪府出身。

## 略歴
1967年に大阪府立大学大学院農学研究科緑地工学専攻緑地計画学講座修士課程を修了し、鹿島建設（株）入社、設計本部開発計画部に勤務し、この間の1971年にカリフォルニア州立大学大学院バークレー校およびハーバード大学デザイン大学院へ客員研究員として留学。在学中はEckbo Dean Austin & Williams（後EDAW→AECOM）、Sasaki Walker & Associates（現SWAグループ）、Sasaki Dawson Demey & Associates（現Sasaki Associates）、修了後はザイオン・アンド・ブリーンに勤務。1972年に帰国し大阪で恩師である久保貞のもと、藤田好茂らと株式会社テデプソ設計研究所の設立に参加。1973年に鹿島建設復職。テデプソ設計研究所は久保教授の府立大退官に伴って1986年に景観設計研究所と社名を変更。同社はこのとき大阪本社、東京事務所、シンガポール事務所を創設しているが、都田も同年鹿島を退職し東京事務所所長に就任。東京事務所は1998年に景観設計研究所より景観設計東京事務所の名で分社独立、また2005年には現社名の(株)景観設計・東京に変更している。

## 著書
- 『トータル・ランドスケープ&ペーブメント』（グラフィック社編集部 編、グラフィック社, 1990年）
- 『トータル・ランドスケープ&ウォータースケープ』（グラフィック社編集部 編、グラフィック社, 1990年）
- 『ガレット・エクボ : ランドスケープの思想』（都田徹, 中瀬勲責任編集、プロセスアーキテクチュア, 1990年）
- 『ロバート・ザイオン：ランドスケープの達人』（都田徹, 中瀬勲責任編集、プロセスアーキテクチュア, 1991年）
- 『アメリカン・ランドスケープの思想 : ランドスケープ・デザインを志す若人へのメッセージ』（共著、鹿島出版会, 1991）
- 『トータル・ランドスケープ&イクイップメント』（グラフィック社編集部【編】、グラフィック社, 1991年）
- 『トータル・ランドスケープ&ストリート・ファニチュア』（グラフィック社編集部 編 グラフィック社, 1992年）
- 『トータル・ランドスケープ&ツリー』（グラフィック社編集部 編、グラフィック社, 1992年）
- 『ランドスケープ&ペーブメント』（グラフィック社編集部 編、グラフィック社, 2002年）
- 『ランドスケープアーキテクチュア : 環境計画とランドスケープデザイン : すばらしい住環境の創造とかけがえのない地球環境を持続するために』（ジョン・オームスビー・サイモンズ, バリー・W.スターク 著 ; 都田徹&Team 9 訳、鹿島出版会, 2010年）

## 代表作と賞与
代表作の麗澤大学森の中の新校舎で2012年CLA賞優秀賞。2017 IFLA APR AWARD 第11回IFLA APR大会賞のランドスケープデザインカテゴリー。大阪学院大学キャンパス計画で昭和58年度日本造園学会賞設計作品部門。ほたる見橋公園で ASLA 名誉賞 2002、大井町市沢公園で第9回都市公園等コンクール日本公園緑地協会賞、東京田町SHIP計画・グランパーク田町広場で1992年読売新聞社・緑の都市賞、2001年UR松原団地西口公園で埼玉県・彩の国さいたま景観賞、東品川海上公園で2003年東京都公園緑地協会賞、2006年開催の台湾228記念公園国際コンペで入賞、Gardens by the Bay in Singapore国際コンペでは2位入賞。この他柏の葉公園、東北薬科大学キャンパス、宇都宮新斎場悠久の丘、イラク・アルシャヒード・モニュメント公園、パークシティ新川崎、麻布十番広場、沼津学園キャンパス、富山空港スポーツ緑地、関西学園都市精華大通り整備計画、中野坂上再開発プラザ、岡山県津山市酪農試験場跡地整備など多数。
第30回日本公園緑地協会北村賞受賞。平成30年度日本造園学会賞上原敬二賞受賞。自然公園分野における設計「山梨県ほたる見橋公園」により、2021年度日本造園学会田村剛賞受賞。